# Diócesis de Paracatu

Regional CNBB Leste 2.

La diócesis de Paracatu (en latín: Dioecesis Paracatuensis y en portugués: Diocese de Paracatu) es una circunscripción eclesiástica de la Iglesia católica en Brasil. Se trata de una diócesis latina, sufragánea de la arquidiócesis de Montes Claros. Desde el 7 de noviembre de 2012 su obispo es Jorge Alves Bezerra, de la Congregación del Santísimo Sacramento.

## Territorio y organización
La diócesis tiene 52 853 km² y extiende su jurisdicción sobre los fieles católicos de rito latino residentes en 14 municipios del estado de Minas Gerais: Arinos, Bonfinópolis de Minas, Brasilândia de Minas, Buritis, Cabeceira Grande, Dom Bosco, Formoso, Guarda-Mor, João Pinheiro, Natalândia, Paracatu, Unaí, Uruana de Minas y Vazante.
La sede de la diócesis se encuentra en la ciudad de Paracatu, en donde se halla la Catedral de San Antonio de Padua.
En 2019 en la diócesis existían 30 parroquias agrupadas en 6 foranías.

## Historia

### Prelatura territorial
La prelatura territorial de Paracatu fue erigida el 1 de marzo de 1929 con la bula Pro munere sibi divinitus del papa Pío XI, obteniendo el territorio de las entonces diócesis de Montes Claros y Uberaba. Originalmente era sufragánea de la arquidiócesis de Diamantina.

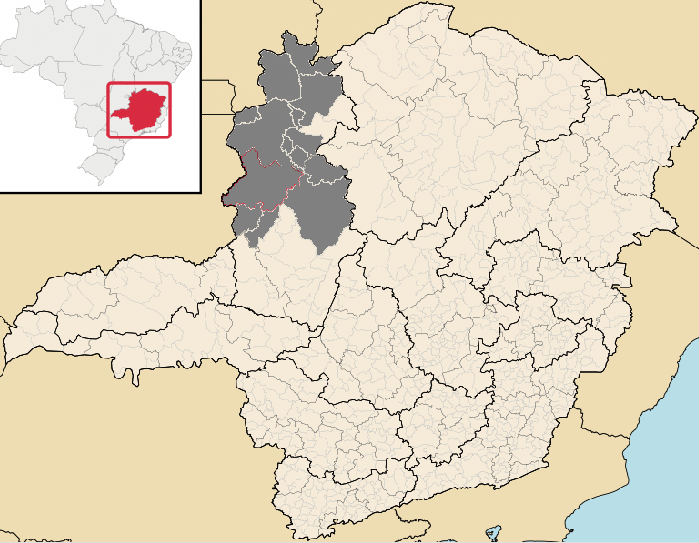
Mapa de la diócesis.

El 15 de junio de 1957 cedió una parte de su territorio para la erección de la diócesis de Januária mediante la bula Laeto auspicio del papa Pío XII.

### Diócesis
El 14 de abril de 1962, en virtud de la bula Illius navis gubernationi del papa Pío XII, la prelatura territorial fue elevada a diócesis y se convirtió en sufragánea de la arquidiócesis de Uberaba.
El 20 de enero de 1964 los municipios de Arinos y Formoso, perteneciente a la diócesis de Januária, fueron anexados a la diócesis de Paracatu.

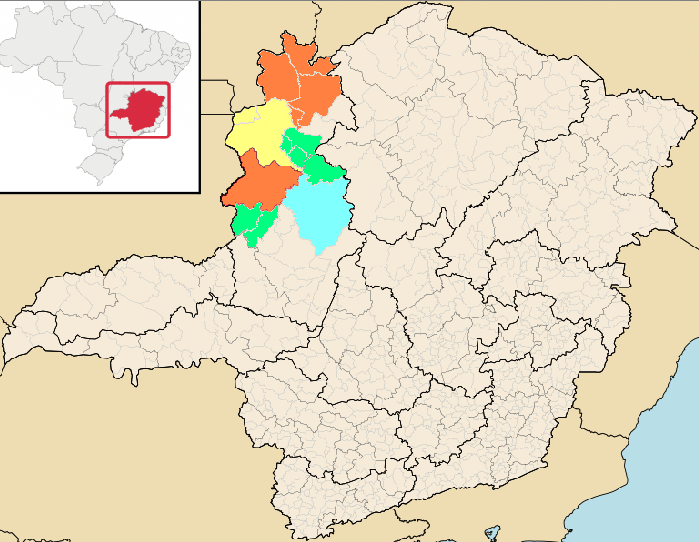
Foranias de la diócesis.

El 11 de octubre de 1966 pasó a formar parte de la provincia eclesiástica de la arquidiócesis de Brasilia, mientras que el 25 de abril de 2001 pasó a ser sufragánea de la arquidiócesis de Montes Claros.

## Estadísticas
Según el Anuario Pontificio 2020 la diócesis tenía a fines de 2019 un total de 233 200 fieles bautizados.
| Año                                                                             | Población            | Población | Población      | Sacerdotes | Sacerdotes    | Sacerdotes    | Bautizados por sacerdote | Diáconos permanentes | Religiosos | Religiosos | Parroquias |
| Año                                                                             | Bautizados católicos | Total     | % de católicos | Total      | Clero secular | Clero regular | Bautizados por sacerdote | Diáconos permanentes | Varones    | Mujeres    | Parroquias |
| ------------------------------------------------------------------------------- | -------------------- | --------- | -------------- | ---------- | ------------- | ------------- | ------------------------ | -------------------- | ---------- | ---------- | ---------- |
| 1950                                                                            | 80 000               | 80 000    | 100.0          | 8          |               | 8             | 10 000                   |                      | 8          | 4          | 6          |
| 1965                                                                            | 170 000              | 148 000   | 114.9          | 14         |               | 14            | 12 142                   |                      | 14         | 7          | 7          |
| 1970                                                                            | 170 000              | 180 000   | 94.4           | 11         |               | 11            | 15 454                   |                      | 12         | 10         | 7          |
| 1976                                                                            | 172 000              | 182 044   | 94.5           | 11         |               | 11            | 15 636                   |                      | 11         | 18         | 8          |
| 1977                                                                            | 188 000              | 225 000   | 83.6           | 14         | 2             | 12            | 13 428                   |                      | 12         | 14         | 10         |
| 1990                                                                            | 238 000              | 265 000   | 89.8           | 13         | 5             | 8             | 18 307                   |                      | 8          | 14         | 9          |
| 1999                                                                            | 234 000              | 300 000   | 78.0           | 27         | 21            | 6             | 8666                     | 1                    | 6          | 10         | 13         |
| 2000                                                                            | 234 000              | 300 000   | 78.0           | 24         | 17            | 7             | 9750                     | 9                    | 7          | 7          | 15         |
| 2001                                                                            | 234 000              | 300 000   | 78.0           | 23         | 15            | 8             | 10 173                   | 8                    | 8          | 5          | 15         |
| 2002                                                                            | 234 000              | 300 000   | 78.0           | 27         | 19            | 8             | 8666                     | 8                    | 8          | 5          | 15         |
| 2003                                                                            | 234 000              | 300 000   | 78.0           | 30         | 23            | 7             | 7800                     | 9                    | 7          | 10         | 15         |
| 2004                                                                            | 234 000              | 300 000   | 78.0           | 31         | 24            | 7             | 7548                     | 9                    | 7          | 8          | 16         |
| 2011                                                                            | 264 000              | 338 000   | 78.1           | 45         | 39            | 6             | 5866                     | 24                   | 6          | 7          | 24         |
| 2016                                                                            | 227 800              | 358 900   | 63.5           | 50         | 45            | 5             | 4556                     | 24                   | 5          | 7          | 28         |
| 2019                                                                            | 233 200              | 367 600   | 63.4           | 53         | 48            | 5             | 4400                     | 24                   | 5          | 10         | 30         |
| Fuente: Catholic-Hierarchy, que a su vez toma los datos del Anuario Pontificio. |                      |           |                |            |               |               |                          |                      |            |            |            |

## Episcopologio
- Sede vacante (1929-1940)

- Eliseu Van der Weijer, O.Carm. † (25 de mayo de 1940-14 de abril de 1962 renunció)
- Raimundo Luí, O.Carm. † (11 de junio de 1962-20 de julio de 1977 renunció)
  - Jorge Scarso, O.F.M.Cap.  † (1977-29 de marzo de 1979) (administrador apostólico)[6]
- José Cardoso Sobrinho, O.Carm. (29 de marzo de 1979-2 de abril de 1985 nombrado arzobispo de Olinda y Recife)
- Leonardo de Miranda Pereira (6 de mayo de 1986-7 de noviembre de 2012 retirado)
- Jorge Alves Bezerra, S.S.S., desde el 7 de noviembre de 2012